# Fuoricampo (aviazione)
Il fuoricampo è un termine utilizzato nel volo a vela (volo con gli alianti) per definire un atterraggio fatto su una superficie diversa da quella di partenza. Più propriamente si parla di fuoricampo (parola unica) quando l'aliante non atterra su una aviosuperficie o campo di volo. I fuoricampo non avvengono per scelta ma per necessità, non avendo un aliante alcun motore trovandosi in mancanza di ascendenze termiche lontano da un atterraggio sicuro deve pianificare per forza di cose un fuoricampo.

## Sicurezza
A supporto della sicurezza, esistono degli archivi sul web che illustrano ed elencano le superfici che potrebbero essere utilizzate come fuoricampo, in caso di emergenza.